# 2001
2001 (MMI) — невисокосний рік, що почався в понеділок 1 січня та закінчився в понеділок 31 грудня за григоріанським календарем. 2001-й рік нашої ери — це 1-й рік III-го тисячоліття та XXI-го століття, а також другий з 2000-х років.

## Події

### Січень
- 1 січня — Швеція розпочала головування в Раді ЄС[1].
- 8 січня — народився бик гаур на ім'я Ной — перша тварина виду, якому загрожує вимирання, яку вдалося успішно клонувати.
- 13 січня — землетрус магнітудою у 7.6 бала стається у Сальвадорі, внаслідок гине понад 800 людей, та ще тисячі залишаються без даху над головою.
- 15 січня — відкрився проєкт «Вікіпедія».
- 26 січня — землетрус магнітудою у 7.9 бала стається у Гуджараті, Індія, внаслідок гине близько 20 000 людей.

### Лютий
- 12 лютого — космічний апарат NEAR Shoemaker приземляється на космічному тілі 433 Ерос, у такий спосіб стаючи першим апаратом, який здійснив посадку на астероїді.
- 13 лютого — землетрус магнітудою у 6.6 бала стається у Сальвадорі, внаслідок гине, щонайменше, 400 людей.
- 13 лютого - заснування Кафедри військової підготовки Національного університету оборони України.

### Березень
- 23 березня — виведення з експлуатації російської орбітальної станції «Мир» шляхом контрольованого падіння станції у води Тихого океану.

### Квітень
- 1 квітня — у Нідерландах входить в дію закон про одностатеві шлюби. Цей закон легалізує одностатеві шлюби, що відбувається вперше з часів правління римського імператора Нерона.
- 28 квітня — космічний корабель Союз ТМ-32 злітає з космодрому Байконур, несучи на борту першого космічного туриста — американця Денніса Тіто.

### Травень
- 6 травня — космічний турист Денніс Тіто повертається на Землю на борту корабля Союз ТМ-31 (Союз ТМ-32 залишається пристикованим до МКС, як рятувальний корабель).

### Червень
- 23 червня — землетрус магнітудою у 7.9 бала за шкалою Ріхтера стається на півдні Перу.

### Липень
- 1 липня — Бельгія розпочала головування в Раді ЄС[1].
- 2 липня — у тіло пацієнта, а саме — Роберта Тулза — імплантовано перше у світі автономне штучне серце.
- 3 липня — біля Іркутська при здійсненні посадки розбився пасажирський літак Ту-154М авіакомпанії «Владивосток Авіа», який виконував рейс Єкатеринбург-Іркутськ-Владивосток. Всі 145 осіб на борту загинули.

### Серпень
- 24 серпня — компанія «Майкрософт» випустила операційну систему «Windows XP».

### Вересень
- 9—10 вересня — масове отруєння метанолом у Пярну (Естонія), яке спричинило загибель 68 осіб.
- 11 вересня — терористичний акт 11 вересня 2001 року в США, внаслідок якого загинули 2 996 осіб.

### Жовтень
- 4 жовтня — в районі Новоросійська зникає з радарів пасажирський літак Ту-154 авіакомпанії «Сибір», який виконував рейс Тель-Авів — Новосибірськ. Літак впав у Чорне море, загинуло 78 осіб. Існує версія, що літак було збито ракетою С-200, запущеною під час навчань військ ППО України в Криму.
- 15 жовтня — космічний апарат «Галілео» космічної агенції NASA пролітає за 180 км від супутника Юпітера — Іо.
- 23 жовтня — компанія «Apple» вперше представляє споживачам свій новий продукт — iPod.
- 25 жовтня корпорація  "Microsoft" представила  "Windows XP"

### Листопад
- 10 листопада
  - Китайська Народна Республіка стає членом Світової організації торгівлі, що є результатом 15 років перемовин.
  - Унаслідок важких дощів та селей гине понад 900 осіб у Алжирі.

### Грудень
- 5 грудня — Всеукраїнський перепис населення
- 27 грудня — тропічний шторм Вамей формується за 1.5 градуса від екватора. Історія не знає жодного іншого подібного тропічного циклону, який би сформувався настільки близько до екватора.

## Народились
Див. також Категорія:Народились 2001
- 1 січня — Ангурі Райс, австралійська акторка.
- 9 січня: 
  - Крістоффер Аскільдсен, норвезький футболіст.
  - Ерік Гарсія, іспанський футболіст.
- 19 лютого — Девід Мазуз, американський актор.
- 4 березня — Фрея Андерсон, британська плавчиня.
- 10 березня — Алісса Карсон, американська космічна ентузіастка та студентка.
- 31 березня:
  - Катерина Поліщук (Пташка), українська поетка, акторка, парамедик-доброволець Національної гвардії України, учасниця оборони Маріуполя та «Азовсталі».
  - Софія Тарасова, українська співачка.
- 11 квітня - Сімон Зом, швейцарський футболіст.
- 14 травня — Джек Г'юз, американський хокеїст.
- 21 травня - Ридван Їлмаз, турецький футболіст
- 11 червня — Біллі Гілмор, шотландський футболіст.
- 27 червня — Челсі Годжес, австралійська плавчиня.
- 2 липня — Абрам Атта, ганський актор.
- 6 липня — Volkanov, український співак та композитор.
- 3 серпня — Анна Трінчер, українська акторка та співачка.
- 12 серпня — Діксі Д'Амеліо, починаюча співачка та тік-токерка.
- 16 серпня - Віллем Жеббельс, французький футболіст
- 22 серпня — Ламело Болл, американський професійний баскетболіст.
- 3 вересня — Кайя Гербер, американська фотомодель.
- 4 вересня — Таліта Бейтман, американська акторка.
- 5 вересня — Букайо Сака, англійський футболіст.
- 19 вересня — Ярослава Магучіх, українська легкоатлетка, що спеціалізується на стрибках у висоту, бронзова призерка Олімпійських ігор 2020 року.
- 1 жовтня — Мейсон Грінвуд, англійський футболіст.
- 13 жовтня — Калеб Маклафлін, американський актор та співак.
- 14 жовтня — Ровен Бланчард, американська актриса та фотомодель.
- 24 жовтня - Ван Цзунюань,  китайський стрибун у воду.
- 25 жовтня — Єлизавета Бельгійська, принцеса Бельгійська, старша дочка короля Бельгії Філіпа I та його дружини Матильди, онука короля Альберта II.
- 28 жовтня — Старшова Катерина, російська кіноакторка.
- 11 листопада — Бартош Бялек, польський футболіст.
- 18 грудня — Біллі Айліш, американська співачка та авторка пісень.
- 20 грудня — Юссуф Баджі, сенегальський футболіст.

## Померли
Дивись також Категорія:Померли 2001, Список померлих 2001 року
- 3 січня — Карл Ф. Клейн, німецькій релігійний активіст, член Ради свідків Єгови.
- 6 січня — Міхал Русінек, письменник, культурний активіст, драматург, поет.
- 11 січня — Ярема Стемповський, польський актор і співак.
- 12 січня — Александр Боченський, польський письменник.
- 13 січня — Войцех Зембінський, польський соціальний та католицький активіст.
- 25 січня — Вадим Кожинов, російський літературознавець, філософ, історик
- 30 січня — Едмунд Феттінг, польський актор і співак.
- 1 лютого — Марчен Колоднинський, журналіст, актор і телеведучий.
- 4 лютого
  - Вільгельм Альтватер, німецький політик, депутат Бундестагу.
  - Алоїс Ліпбергер, австрійський гірськолижник та тренер.
  - Яніс Ксенакіс, видатний грецький композитор.
- 7 лютого — Владислав Форберт, польський кінематографіст.
- 26 березня — Юрій Семенович Некрасов, український кінорежисер (*1941).
- 25 червня — Курдидик Анатоль Петрович, український поет, письменник, журналіст.
- 27 червня — Туве Янссон, шведська художниця і письменниця.

## Нобелівська премія
- з фізики: Ерік Корнелл, Карл Віман, Вольфганг Кеттерле
- з хімії: Вільям Ноулз, Ріоджі Нойорі, Баррі Шарплесс
- з медицини та фізіології: Ліланд Гартвелл, Тімоті Гант, Пол Нерс
- з економіки: Джордж Акерлоф, Майкл Спенс, Джозеф Стігліц
- з літератури: Відьядхар Сураджпрасад Найпол
- Нобелівська премія миру: Організація Об'єднаних Націй, Кофі Аннан